# 蔵王酒造
蔵王酒造株式会社（ざおうしゅぞう）は、宮城県白石市に本社を置く酒造メーカー。

## 沿革
- 1873年（明治6年） - 5代目渡邊佐吉が個人営業で酒造業を開業。
- 1913年（大正2年） - 「株式会社渡邊醸造所」に改組。
- 1931年（昭和6年） - 清酒の銘柄を「蔵王」とする。
- 1970年（昭和45年） - 社名を「蔵王酒造株式会社」に改める。
- 1993年（平成5年） - 「蔵王酒造展示館」を開設。

## 生産銘柄
- 蔵王（各種）

蔵王連峰の伏流水と冬の蔵王颪の寒風という自然の恵みを活かした酒造りを行なっていることから命名した。
- ヴェルヴェーヌ

ハーブ（レモンバーベナ）のリキュール。